# Arronnes

Arronnes este o comună în departamentul Allier din centrul Franței. În 1 ianuarie 2022 avea o populație de 382 de locuitori.